# Sarah Jezebel Deva

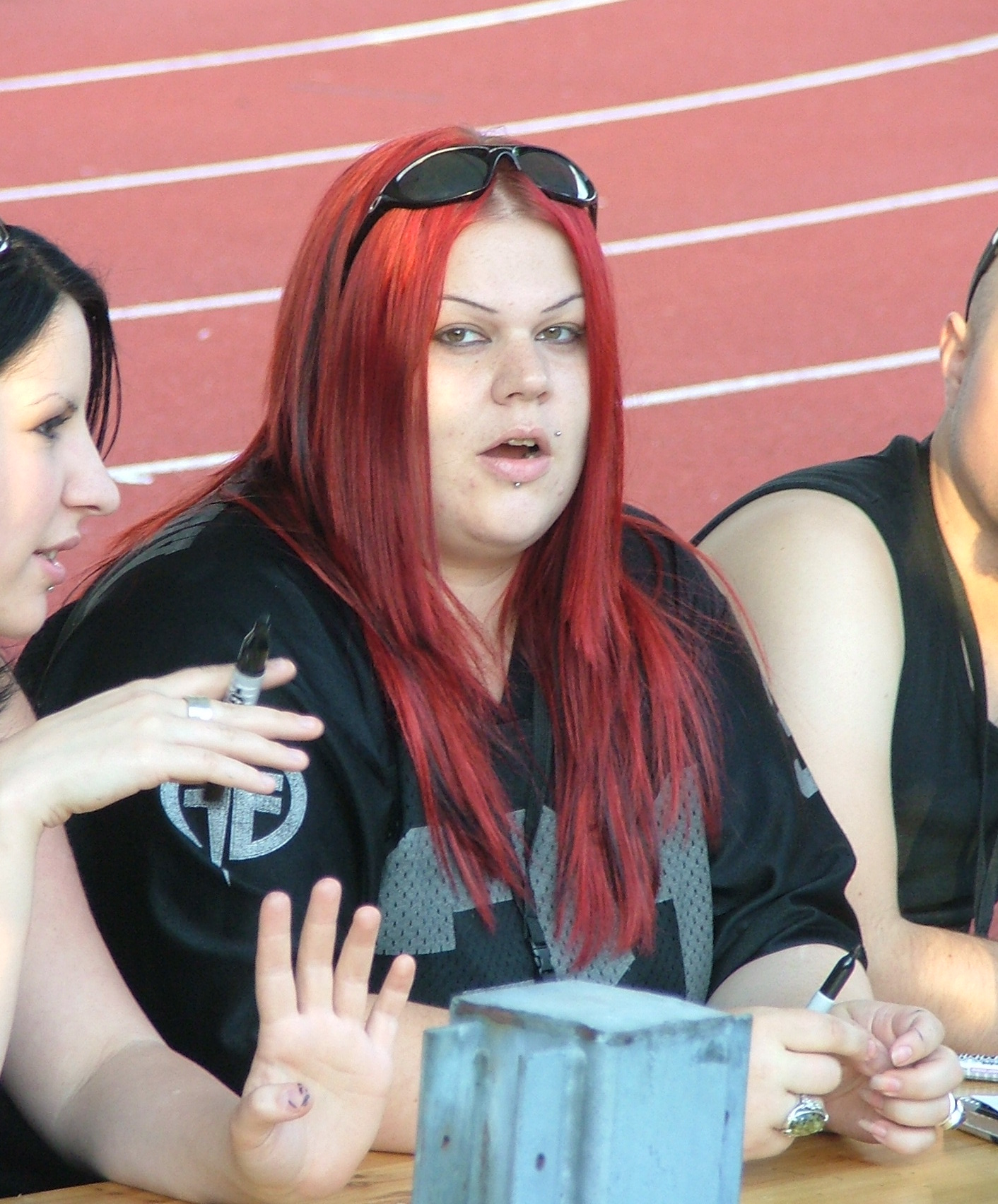
Sarah Jezebel Deva (2008)

Sarah Jezebel Deva (* 25. Februar 1977 in London Borough of Newham), eigentlich Sarah Jane Ferridge, ist eine englische Metal-Sängerin. Bekannt wurde sie als Hintergrund- und Chor-Sängerin für diverse Metalbands, vor allem Cradle of Filth. Insgesamt hat sie an über 35 Alben mitgewirkt, sie war allerdings auch Hauptsängerin auf verschiedenen Veröffentlichungen.

## Werdegang
1996 erschien mit Vempire or Dark Faerytales in Phallustein die erste Cradle-of-Filth-EP, bei der Deva mitwirkte, seitdem ist sie auf jeder Veröffentlichung der Band vertreten. Für die Metal-Supergroup Covenant sang Deva auf dem zweiten Album Nexus Polaris im Jahr 1998. Ebenfalls 1998 sang sie Alt und Sopran auf dem Therion-Album Vovin – ein Jahr zuvor war sie bereits als Hintergrundsängerin für Therion auf der gemeinsamen Tour mit Crematory und Lake of Tears dabei –, ein Jahr später ausschließlich Alt auf Therions CD Crowning of Atlantis. Bei den Mortiis-Alben Secrets of My Kingdom und The Smell of Rain von 2001 übernahm Sarah Jezebel Deva sämtliche Gesangsparts, auf dem 2002er The Smell of Rain war sie ebenfalls als Alt und Sopran vertreten. Live In Midgård aus dem gleichen Jahr ist die letzte Therion-Veröffentlichung, auf der sie beteiligt war. 2004 steuerte sie eine Coverversion von The Wind That Shakes the Barley für den Dead-Can-Dance-Tributsampler The Lotus Eaters bei. 2006 erschien mit The Stargate das bisher letzte Mortiis-Album, wieder mit Beteiligung von Deva. 2002 gründete sie die Symphonic-Metal-Band Angtoria, 2006 erschien das Debütalbum God Has a Plan for Us All.
Darüber hinaus ist Deva als Gastmusikerin bei Tulus, Graveworm, The Gathering und Mystic Circle vertreten.
Am 15. Januar 2010 erschien ihr erstes Soloalbum A Sign of Sublime. Ein Jahr darauf erschien ihr zweites Album The Corruption of Mercy am 27. Juni in Europa und am 13. September in den USA und Kanada. Zu ihrer ersten Single-Auskopplung The World Won’t Hold Your Hand wurde ebenfalls ein Musikvideo gedreht.
Bei Auftritten werden auch Stücke ihrer momentan inaktiven Band Angtoria, welche selber nie live aufgetreten sind, gespielt.

## Diskografie
Als Band unter dem Namen Sarah Jezebel Deva
- 2004: The Wind That Shakes the Barley auf Tribute to Dead Can Dance – The Lotus Eaters
- 2010: A Sign of Sublime
- 2011: The Corruption of Mercy
- 2012: Malediction (EP)

mit Angtoria
- 2006: God Has a Plan for Us All

mit Creation’s Tears
- 2010: Methods to End It All

mit Cradle of Filth
- 1996: Vempire or Dark Faerytales in Phallustein
- 1998: Cruelty and the Beast
- 1999: From The Cradle To Enslave E.P.
- 2000: Excerpts from Midian (Promo-Single)
- 2000: Her Ghost in the Fog/Dance Macabre (Promo-Single)
- 2000: Midian
- 2001: Bitter Suites to Succubi (Kompilation)
- 2002: Lovecraft & Witch Hearts (Best of/Kompilation)
- 2002: Live Bait for the Dead (Live-Album)
- 2003: Babalon A.D. (So Glad For The Madness) (DVD-Single)
- 2003: Damnation and a Day
- 2003: Mannequin (DVD-Single)
- 2004: Nymphetamine
- 2004: Nymphetamine (Promo-Single)
- 2006: Thornography
- 2008: Godspeed on the Devil’s Thunder – The Life and Crimes of Gilles de Rais
- 2010: Darkly, Darkly, Venus Aversa
- 2012: Midnight in the Labyrinth

mit Covenant
- 1998: Nexus Polaris

mit Graveworm
- 1998: Underneath the Crescent Moon

mit Mad Dog
- 1993: Howling at the Moon

mit Mendeed
- 2004: From Shadows Came Darkness

mit Mortiis
- 1998: The Stargate
- 2001: The Smell of Rain

mit Mystic Circle
- 1999: Infernal Satanic Verses

mit The Gathering
- 2002: Black Light District

mit The Lotus Eaters
- 2004: The Wind That Shakes the Barley

mit Therion
- 1998: Vovin
- 1999: Crowning of Atlantis
- 2001: Live in Midgård
- 2003: Southbound auf Emeralds – A Tribute to the Wild One

mit Torn Between Two Worlds
- 2022: As If We Never Existed (EP)

mit Trigger the Bloodshed
- 2008: Purgation

mit Tulus
- 1997: Mysterion